# Nikołaj Sawin
Nikołaj Nikołajewicz Sawin (biał. Мікалай Мікалаевіч Савін, ros. Николай Николаевич Савин; ur. 1 czerwca 1976) – białoruski zapaśnik walczący w stylu wolnym. Olimpijczyk z Sydney 2000, gdzie zajął dwunaste miejsce w kategorii 63 kg.
Szesnasty na mistrzostwach świata w 2002 i dziewiętnasty w mistrzostwach Europy w 2001. Wygrał Igrzyska bałtyckie w 1997 roku.